# NGC 6180
NGC 6180是一个位于位于武仙座的椭圆星系，它相对于宇宙微波背景的速度是9,032 ± 3 km/s ，  由法国天文学家爱德华·史蒂芬于1876年发现。